# Callambulyx chinensis
Callambulyx chinensis är en fjärilsart som beskrevs av Clark 1938. Callambulyx chinensis ingår i släktet Callambulyx och familjen svärmare. Inga underarter finns listade i Catalogue of Life.